# Distretto di Mae Chai
Il distretto di Mae Chai (in thailandese: แม่ใจ) è un distretto (amphoe) della Thailandia, situato nella provincia di Phayao.